# Ciclone Jacob
O ciclone tropical severo Jacob (designação do JTWC: 18S, também conhecido simplesmente como ciclone Jacob) foi um ciclone tropical que atingiu a cidade australiana de Port Hedland somente quatro dias após a passagem do intenso ciclone George pela mesma região. o ciclone Jacob é o sétimo ciclone tropical e o quinto sistema tropical nomeado da temporada de ciclones na região da Austrália de 2006-07. Jacob formou-se de uma área de baixa pressão no mar de Arafura em 3 de Março de 2007 e seguiu inicialmente para oeste-noroeste, ameaçando Christmas Island antes de começar a seguir abruptamente para sudeste, alcançando o pico de intensidade com ventos máximos sustentados de 140 km/h, segundo o JTWC, ou 130 km/h, segundo o CACT de Perth, antes de atingir a cidade de Port Hedland já como um sistema enfraquecido.
Jacob causou chuvas intensas em Christmas Island e na região de Pilbara, na Austrália Ocidental, causando apenas algumas enchentes localizadas. No entanto, Jacob atrapalhou os esforços de limpeza e reconstrução em Port Hedland após a passagem do intenso ciclone George dias antes.

## História meteorológica

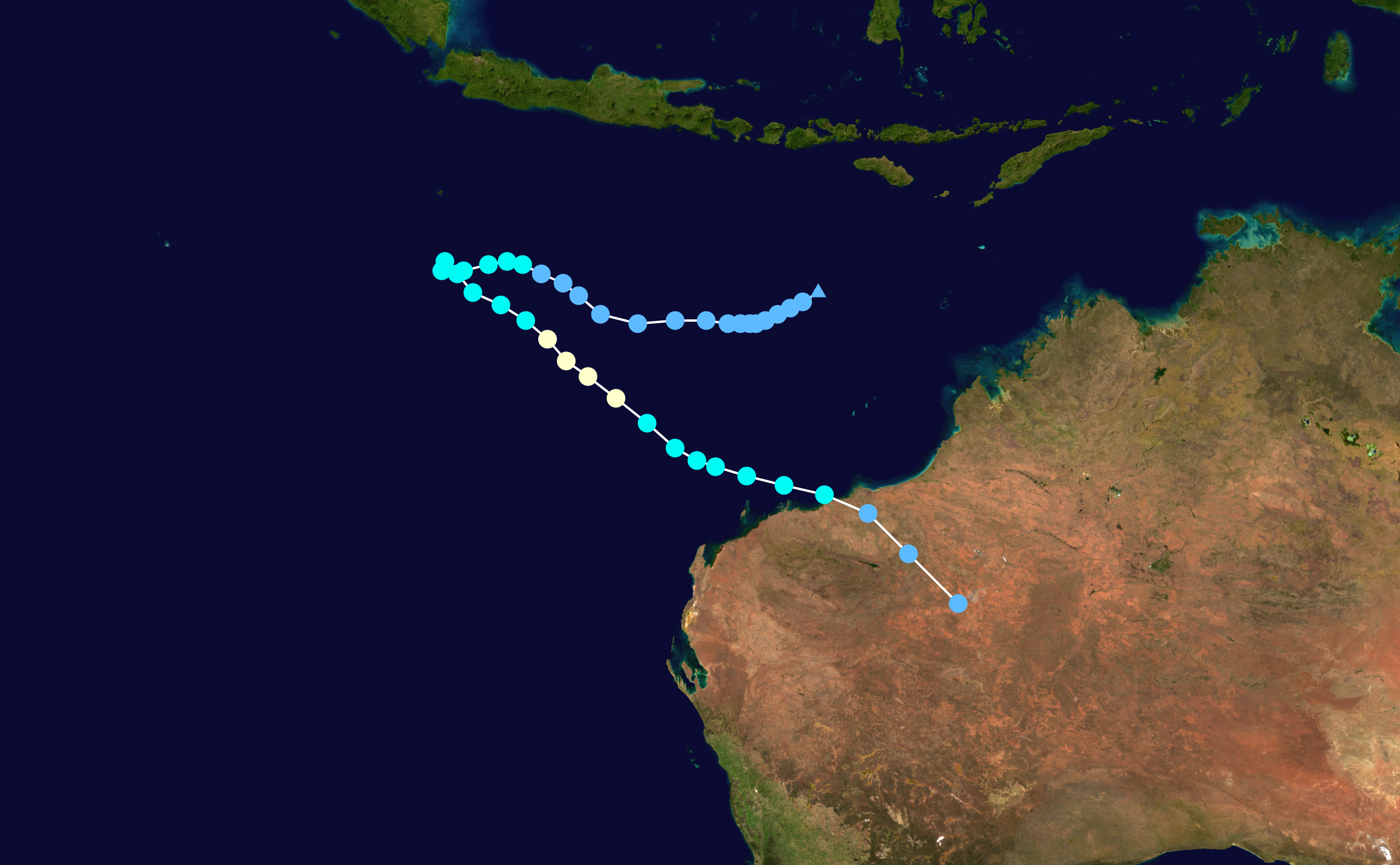
O caminho de Jacob

A área de convecção que viria dar origem ao ciclone Jacob foi observada pela primeira vez em 1 de Março a cerca de 625 km de Port Hedland, Austrália. Em 2 de Março, o Centro de Aviso de Ciclone Tropical (CACT) de Perth começa a monitorar o sistema como uma área de baixa pressão tropical (i. e. depressão tropical) no interior de um cavado de monção. Em 4 de Março, o Joint Typhoon Warning Center (JTWC) começou a monitorar o sistema como uma perturbação tropical, dizendo que as áreas principais áreas de convecção associadas ao sistema ainda não estavam bem estabelecidos, além do sistema apresentar um fraco e alongado centro ciclônico de baixos níveis. Com cisalhamento do vento moderado a forte, o sistema não foi capaz de se intensificar rapidamente. Somente em 6 de Março, com o enfraquecimento do cisalhamento do vento, o sistema começou a se intensificar, e por volta das 18:00 (UTC) daquele dia, o CACT de Perth classificou o sistema como um ciclone tropical de categoria 1 na escala australiana. Operacionalmente, o CACT de Perth atribuiu o nome Jacob somente no começo da madrugada de 7 de Março. Ao mesmo tempo, o JTWC emitiu seu primeiro aviso regular sobre o sistema, atribuindo-lhe a designação 18S.
Jacob, seguindo para oeste-noroeste sob a influência de uma alta subtropical, continuou a se fortalecer gradualmente, alcançando a categoria 2 na escala australiana por volta das 18:00 (UTC) de 7 de Março. Nesta trajetória, Jacob estava a ameaçar Christmas Island, entretanto, Jacob tornou-se quase estacionário assim que a alta subtropical começou a se enfraquecer e uma outra área de alta pressão quase equatorial começou a se fortalecer. Ao mesmo tempo, o ciclone começou a se enfraquecer devido ao aumento do cisalhamento do vento e também pela passagem sobre águas mais frias causadas pela própria trajetória do sistema. O ciclone Jacob começou a seguir abruptamente para sudeste assim que a área de alta pressão quase equatorial se tornou o sistema meteorológico dominante na região. A partir de então, Jacob voltou a se fortalecer com a diminuição do cisalhamento do vento, atingindo o pico de intensidade durante a noite (UTC) de 9 de Março, com ventos máximos sustentados de 140 km/k segundo o JTWC, ou 130 km/h, segundo o CACT de Perth. Naquele momento, o ciclone exibia um olho bastante irregular no interior de suas áreas de convecção, visível apenas em imagens de satélite no canal microondas.
No entanto, Jacob começou a encontrar águas mais frias, causadas pela passagem do ciclone George pela mesma região, e começou a se enfraquecer gradualmente. Além disso, o cisalhamento do vento e a intrusão de ar seco contribuíram para a degradação do sistema. A tendência de enfraquecimento do ciclone continuou até Jacob fazer landfall durante a madrugada (UTC) de 12 de Março, praticamente no mesmo local onde o ciclone George fez o mesmo dias antes, já como uma área de baixa tropical. Assim que o ciclone começou a se mover sobre terra, começou a se dissipar rapidamente e com isso, tanto o JTWC quanto o CACT de Perth emitiram seus últimos avisos sobre o sistema.

## Preparativos e impactos
Assim que Jacob aproximou-se Christmas Island, um alerta de ciclone foi emitido para a ilha em 7 de Março, tendo sido substituído por um aviso de ciclone horas depois. Mas com a repentina mudança de direção, todos os avisos e alertas para a ilha foram cancelados no dia seguinte. Embora a ilha não fosse afetada pelos fortes ventos associados ao ciclone, foram relatadas chuvas moderadas a fortes, sendo que a precipitação acumulada chegou a 102 mm entre 7 e 8 de março. Posteriormente, assim que Jacob mudou abruptamente a sua direção de deslocamento, alertas e avisos de ciclone foram emitidos praticamente para toda a costa de Pilbara, além da região de Gayscone. Em 12 de Março, Jacob atingiu Port Hedland, praticamente a mesma região atingida pelo ciclone George quatro dias antes, embora mais fraco. Na região, Jacob provocou chuvas torrenciais. 114 mm de precipitação acumulada foram registrados em Port Hedland, e 123 em Yarrie. As fortes chuvas causaram algumas enchentes localizadas. Embora Jacob tenha causado muito menos estragos do que seu predecessor, houve intenso preparativo, já que Port Hedland ainda estava em processo de limpeza e reconstrução.